# Burg Švihov
Die Burg Švihov (deutsch Schwihau) liegt in Švihov im Okres Klatovy, in Tschechien. Die Anlage wurde im Wesentlichen zwischen 1480 und 1489 neu erbaut; einzelne Arbeiten zogen sich bis etwa 1520 hin. Im 17. Jahrhundert mussten die Verteidigungsanlagen teilweise geschleift werden. Ab 1952 wurde die Anlage restauriert und rekonstruiert und beherbergt ein Museum.

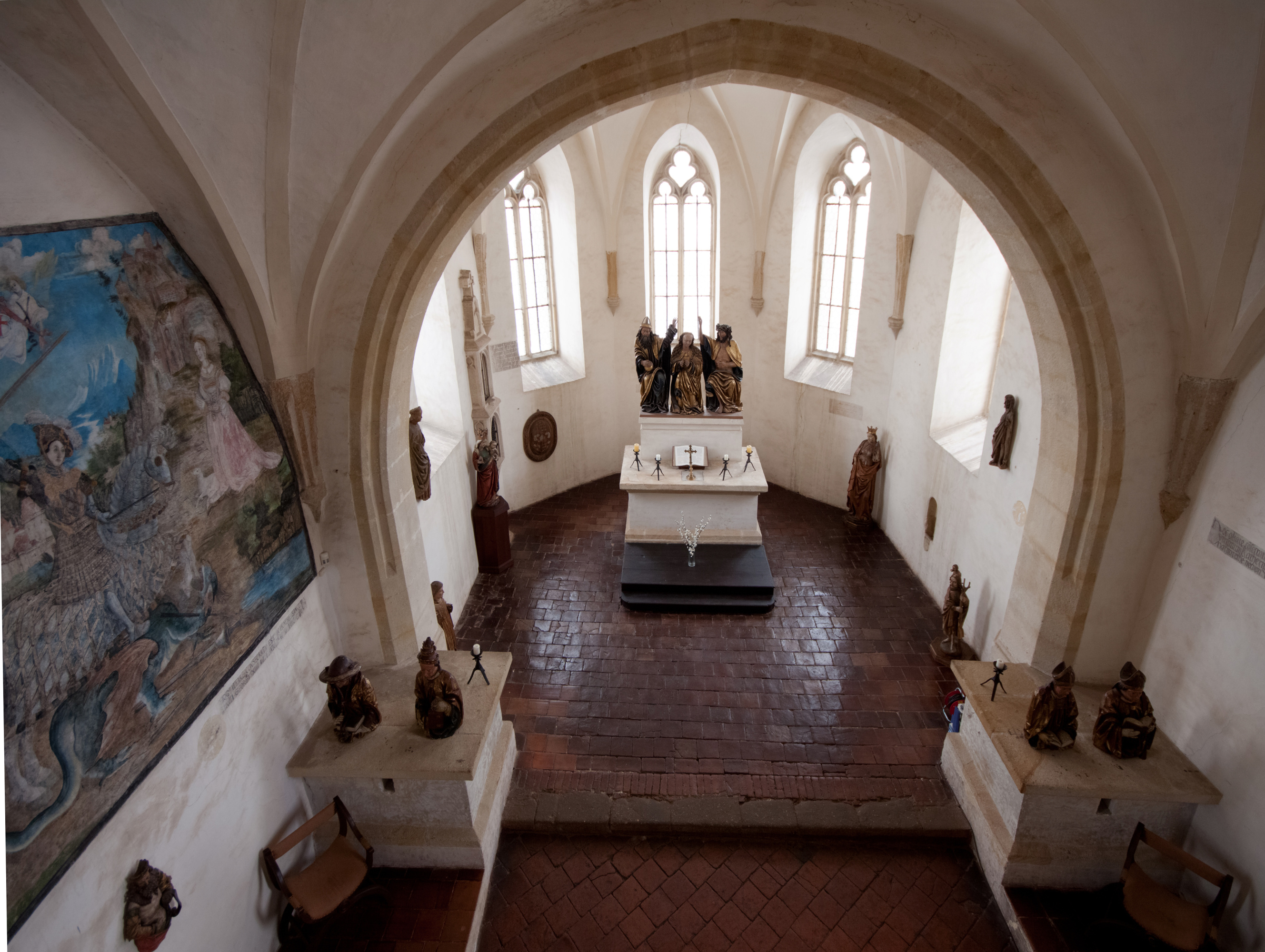
Die 1480/89 erbaute Kapelle der Burg

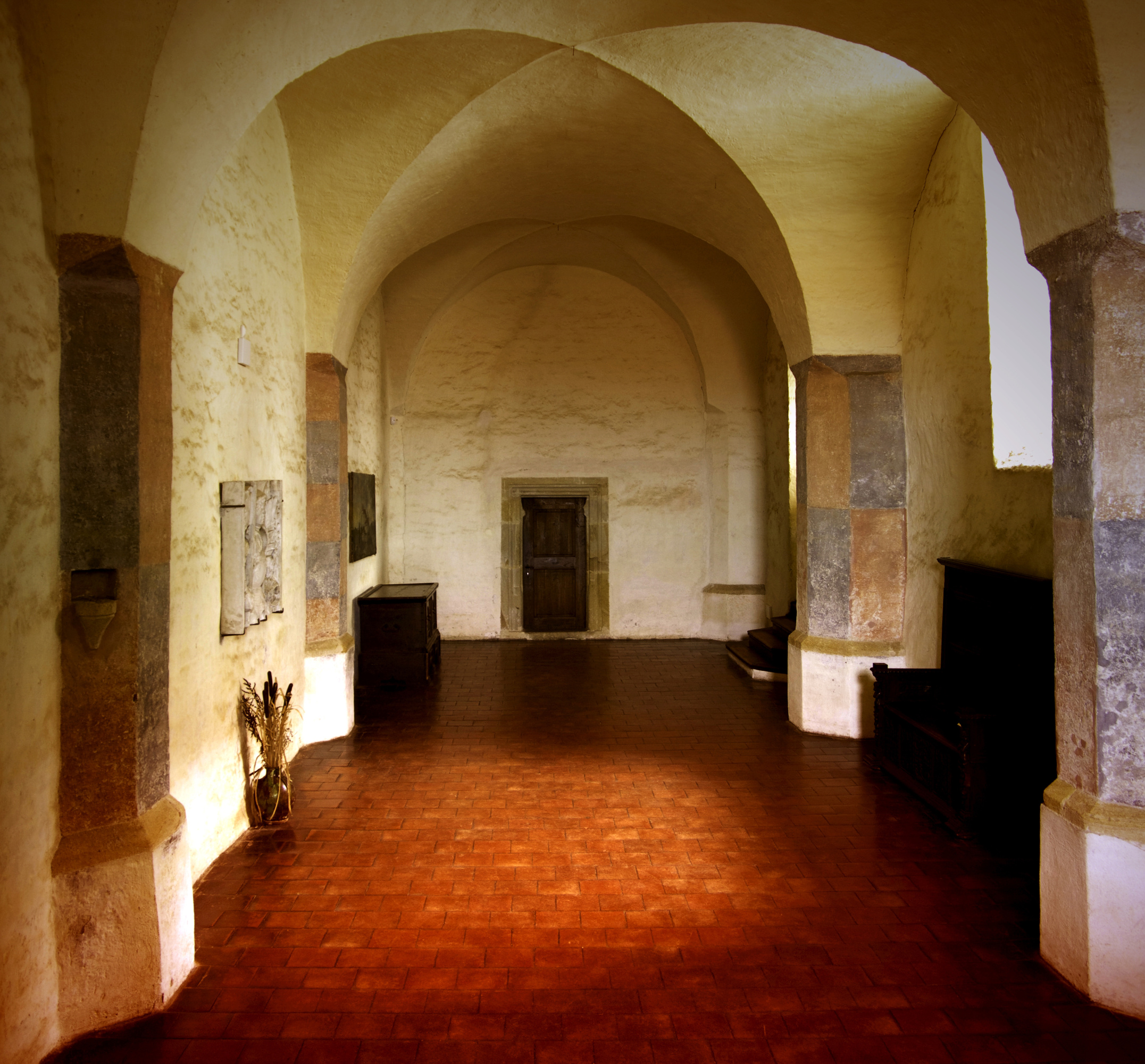
Die Eintrittshalle – heute ein gewölbter Raum, aber ursprünglich mit einer Holzdecke geplant

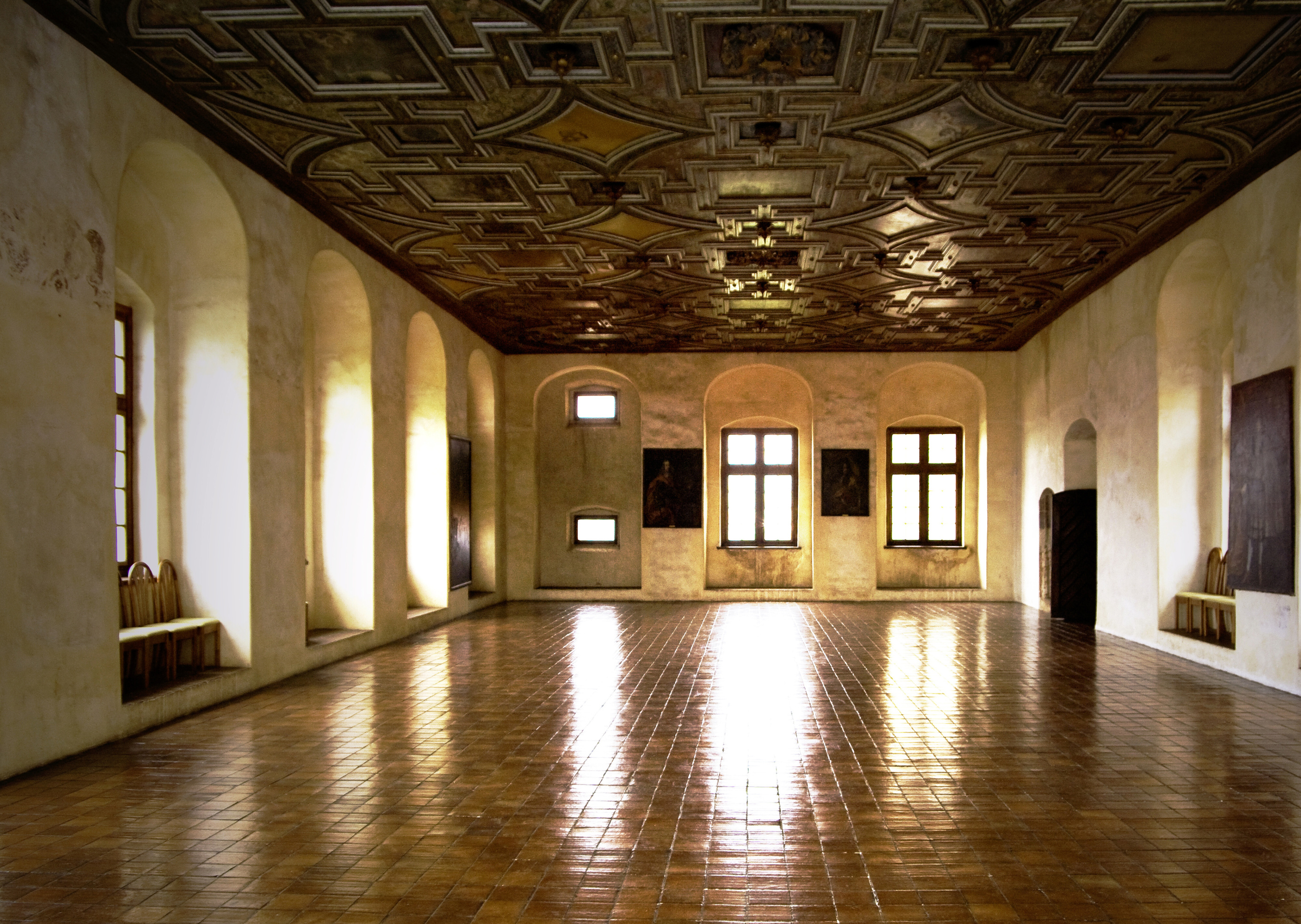
Der nach 1952 rekonstruierte Saal mit einer Holzdecke der Renaissance um 1580, die aus dem Schloss Dobrovice in Nordböhmen stammt

## Geschichte
Der Herrensitz Schwihau, am Rande des Pilsner Beckens in der Nähe der Königstadt Klattau / Klatovy an einer alten Handelsstraße zwischen Böhmen und Bayern, wurde in der ersten Hälfte des 14. Jahrhunderts als eine Wasserburg am Fluss Úhlava erbaut.
Zu Beginn der Neuzeit war sie eine der Stammburgen der Herren von Riesenberg. Botho (Puta) Schwihau von Riesenberg, Oberster Richter des Königreichs Böhmen, ließ diese Burg im Wesentlichen zwischen 1480 und 1489 (Inschrift in der Kapelle) neu errichten und zum Mittelpunkt einer ertragreichen Grundherrschaft in Westböhmen ausbauen. Nach seinem Tod 1504 wurde die Anlage auf zwei seiner Söhne aufgeteilt und entsprechend umgebaut. Einzelne Arbeiten an der Befestigung zogen sich vielleicht bis etwa 1520 hin und standen in Verbindung mit den königlichen Architekten Benedikt Ried.
Im Jahr 1558 kam die Burg in den Besitz der Grafen Czernin.
Nach Ende des Dreißigjährigen Krieges kam die umfangreiche Befestigungsanlage 1655 auf die Liste der Festungen, welche auf Befehl Ferdinands III. zerstört werden sollten. Bastionen und Wehrgänge wurden geschleift. Danach wurde die Burg in schlechtem Zustand als Getreidespeicher genutzt. Eine Renovierung und teilweise Rekonstruktion nach dem Jahr 1952 hat dazu beigetragen, den Umfang und die Bedeutung der Anlagen ahnen zu lassen. Den Kern der Burg bilden zwei zwischen 1480 und 1489 ausgebaute Wohnflügel. Im Osten befindet sich zwischen ihnen eine zeitgleiche Kapelle, im Westen dominiert ein mächtiger Torturm.
Ein Porträt von Schwihau zeigt ein Wandgemälde aus der St.-Georg-Legende in der Burgkapelle aus dem 16. Jahrhundert. Ein prachtvoll gezäumtes Pferd wird von einem schön gekleideten Ritter, der das Schwert zum letzten Streich hoch erhebt, gegen einen Drachen geritten. Dieser windet sich, bereits von einer Lanze getroffen, zu Füssen des Pferdes. Rechts kniet eine Prinzessin; ihr zur Seite liegt ein Lämmchen. Die Darstellung ist vermutlich beeinflusst von den gleichzeitig stattfindenden Drachenfestspielen in Furth im Wald.
Der letzte Besitzer von Schwihau bis 1945, dem Ende des Zweiten Weltkriegs, war Eugen Graf Czernin von und zu Chudenitz, aus einer böhmischen Uradelsfamilie vom Stammschloss Chudenice in unmittelbarer Nähe von Svihov.
Die Innenräume beherbergen  Exponate zur Lebensweise im 16. Jahrhundert (Burgmuseum).

## Ausstellung zum Film „Drei Haselnüsse für Aschenbrödel“
Die Wirtschaftsgebäude der Vorburg dienten 1973 als Kulisse für einen der bekanntesten Märchenfilme: Drei Haselnüsse für Aschenbrödel. Es besteht in der Burg eine kleine Dauerausstellung zum Film mit originalen Garderoben und Filmutensilien, die das Pendant zur großen Ausstellung im Schloss Moritzburg in Sachsen ist.
Die Burg wird auch heutzutage für Film-Produktionen genutzt.
2018 wurden auf der Burg Teile zum Film Narziss und Goldmund gedreht.